# كلية
الكُلْية (جمعها كُلَى) (باللاتينية: Ren) هي عضو موجود في الفقاريات شبيه من حيث الشكل ببذرة الفاصوليا لونها بني مائل للحمرة، يبلغ طولها نحو 12 سم، وتعد الكلية العضو المسؤول عن تنقية وتصفية الدم من السموم ونواتج عملية الأيض، تستقبل الكلية الدم عبر الشرايين الكلوية ويخرج من الأوردة الكلوية. ترتبط كل كلية بالحالب وهو أنبوب ينقل البول المفرز إلى المثانة.
تشارك الكلية في تنظيم حجم سوائل الجسم المختلفة والتوازن الحمضي القاعدي pH، تراكيز الكهارل المختلفة وإزالة السموم. يصفى خُمس حجم الدم الذي يدخل الكلى. أمثلة المواد المعاد امتصاصها من الكلية إلى الدم الماء والصوديوم والبيكربونات والجلوكوز والأحماض الأمينية، ومن أمثلة المواد التي تطرد مع البول الهيدروجين والأمونيوم وحمض البوليك.
يُعتبر النيفرون الوحدة الهيكلية والوظيفية للكلية. تحتوي كل كلية بشرية حوالي مليون نيفرون بينما تحتوي كلية الفأر على حوالي 12500 نيفرون فقط. تقوم الكلى أيضًا بوظائف مستقلة عن النيفرون. على سبيل المثال تقوم بتحويل فيتامين د إلى شكله النشط وتصنيع هرمونات الإريثروبويتين والرينين.
أعتبر مرض الكلى المزمن بأنه مشكلة صحية عامة منتشره في جميع أنحاء العالم. معدل الانتشار المقدر عالميًا هو 13.4% ويقدر عدد المرضى الذين يعانون من الفشل الكلوي ويحتاجون إلى علاج بنحو 5 إلى 7 ملايين. تشمل الإجراءات المستخدمة في إدارة أمراض الكلى الفحص الكيميائي والمجهري للبول، وقياس وظائف الكلى عن طريق حساب معدل الترشيح الكبيبي باستخدام الكرياتينين (كمؤشر عن كفاءة عمل الكلى) في الدم. وخزعة الكلى والأشعة المقطعية لتقييم التشريح غير الطبيعي. غسيل الكلى وزراعة الكلى لعلاج الفشل الكلوي قد يكون ضروريًا. قد يتم استئصال الكلية في حالة سرطان الخلايا الكلوية.

## تركيب الكلية
تتكون الكلية من الأتي:
- القشرة الكلوية.
- اللب كلوي.
- الأهرام الكلوية.
- الحويضة.

### موقع الكلية

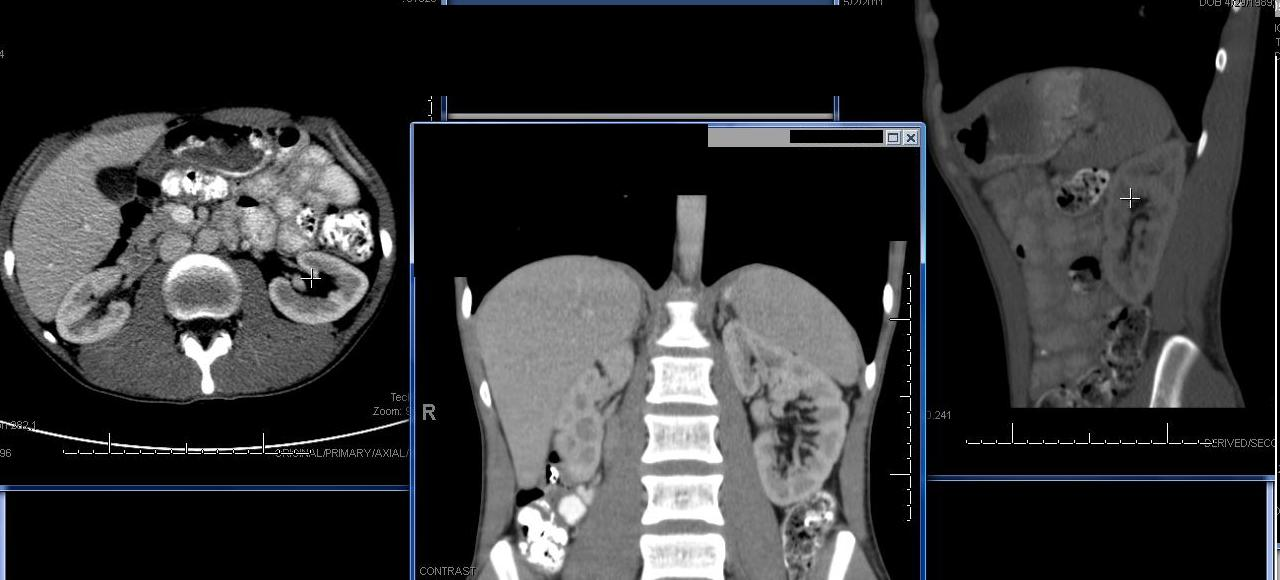
تصوير مقطعي تظهر به كلى الإنسان

تتواجد الكلى عند الإنسان في جوف البطن، واحدة على كل جانب من العمود الفقري تحت الحجاب الحاجز، حيث تتواجد بزاوية مائلة قليلًا خلف الصفاق. عدم التماثل داخل جوف البطن، الناجم عن موقع الكبد، يؤدي عادةً أن تكون الكلية اليمنى منخفضة أكثر وأصغر بشكل قليل مقارنةً باليسرى، وتتواجد أقرب إلى الوسط بشكل طفيف مقارنة بالكلية اليسرى. تقع الكلية اليسرى تقريبًا على مستوى الفقرة الصدرية الثانية عشر (T12) حتى الفقرة القطنية الثالثة (L3)، واليمنى منخفضة أكثر بشكل قليل. تجلس الكلية اليمنى تحت الحجاب الحاجز وخلف الكبد. أما الكلية اليسرى فتجلس أسفل الحجاب الحاجز وخلف الطحال. فوق كل كلية توجد غدة كظرية. يحمي الضلعين الـ 11 والـ 12 بشكل جزئي الأجزاء العليا لكل كلية. يحيط كل كلية والغدة الكظرية المرافقة لها طبقتين من الدهون، الدهن المحيط بالكلية والدهن المجاور للكلية، واللفافة الكلوية. في الذكور البالغين، تزن الكلية بين 125 و170 غرام. أما الإناث فتزن الكلية ما بين 115 و155 غرام.

### بنيتها

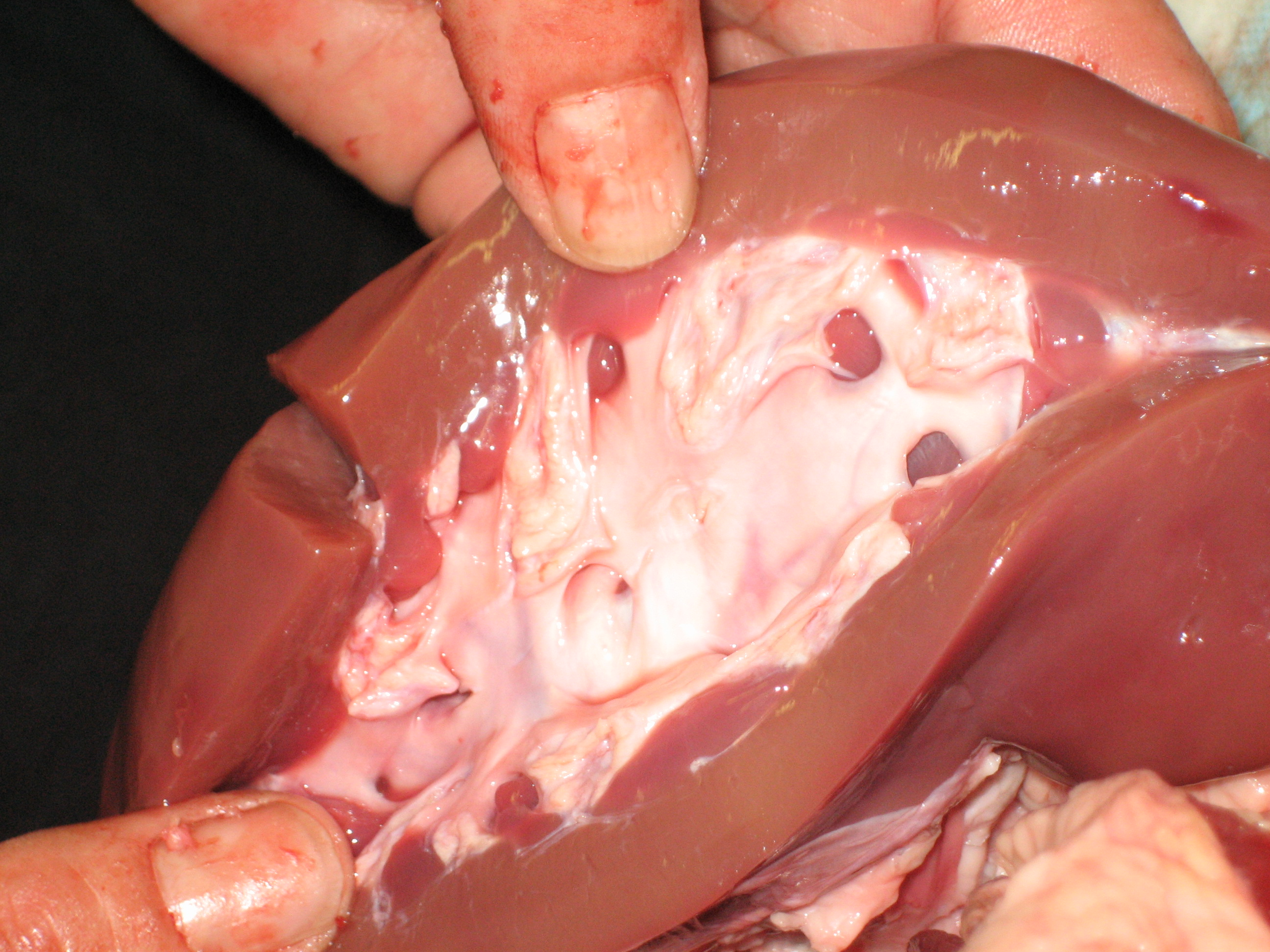
كلية خنزير من الداخل

بنية الكلية تشبه حبة الفاصولياء حيث لها حد مقعّر ومحدّب. تدعى المنطقة الغائرة في الحد المقعر نُقير الكلية، حيث يدخل الشريان الكلوي إلى الكلية ويخرج الوريد الكلوي والحالب. الكلية مُحاطة بنسيج ليفي قاسي يدعى محفظة الكلية، والذي هو بنفسه مُحاط بدهن محيط بالكلية (محفظة شحمية)، واللفافة الكلوية، والدهن المجاور للكلية (الجسم المجاور للكلية). السطح الأمامي لهذه الأنسجة هو الصفاق، بينما السطح الخلفي هو اللفافة المستعرضة. إن القطب الأعلى للكلية اليمنى مجاور للكبد، بينما يجاور القطب الأعلى للكلية اليسرى الطحال. من هنا، تتحرّك كلاهما إلى الأسفل عند الاستنشاق.
يبلغ طول الكلى ما يقرب الـ 11-14 سم، وعرضها 6 سم، وسمكها 4 سم.

### أوصاف الكلية
يبلغ طول الكلية حوالي 12 سم وعرضها 7 سم وسمكها 3 سم ، وتدخل الكلية وتخرج منها أوعية دموية كبيرة، وتستقبل كل كلية الدم من الشريان الكلوي الذي يتفرع من الأورطي، وبعد دخوله إلى الكلية يتفرع إلى فروع عديدة أصغر ثم إلى شعيرات دموية. وتتجمع الشعيرات ثانيًا لتكون الوريد الكلوي الذي يحمل الدم إلى خارج الكلية، حيث يلتقي ليصب في الوريد الأجوف السفلي الذي يصب بدوره في القلب. ويتدفق الدم في الشريان الكلوي بمعدل لتر واحد في الدقيقة حتى يتم تنقية جميع الدم الموجود في الجسم.

### البنية المجهرية
تبين المشاهدة المجهرية للنسيج الكلوي أنه يتكون من عدد كبير من النيفرونات (قرابة المليون إلى المليونين وحدة) والنيفرون هو الوحدة التركيبة والوظيفية للكلية وهو الذي يقوم بفلترة المواد والتخلص من الفضلات في الدم، ويتكون من:
- الكبيبة الكلوية: وهي حزمة من الشعيرات الدموية يدخلها الدم من الشريان الجانبي المتفرع عن الشريان الكلوي ويخرج منها عن طريق الشريان النابذ وتحيط بالكبيبة محفظة بومان
- الأنبوب البولي: يمتد من محفظة بومان ويتواصل إلى الأنبوب الجامع (القناة الجامعة) وهو محاط بشبكة من الشعيرات الدموية.

## عمل الكلى
يتخلص الجسم من فضلاته عن طريقتين: المواد الصلبة وهي تخرج عن الأمعاء الغليظة في هيئة البراز، أما المواد المستهلكة الأخرى الذائبة في الدم فيتخلص منها مع البول. وإذا حدث نقص في كمية الماء في الجسم فإن الكلى تخرج كمية أقل من البول. والوظيفة الثانية للكلى هي فصل المواد المستهلكة الناتجة عن التمثيل الغذائي مع الحفاظ على عناصر ضرورية لعمل للجسم مثل الصوديوم والبوتاسيوم والمغنسيوم، وإذا زادت نسبة تلك الأملاح في الدم بسبب نقص كمية الماء شعرنا بالعطش، وبذلك نعوض الجزء الفاقد من الماء في الجسم بالشرب.
وتعمل الكليتين على تنظيم ضغط الدم، وتكوين بعض الهرمونات، ومنها الأريثروبوتين الذي يشترك في بناء الدم، ويسمى العلم الذي يختص بدراسة وظائف الكلى بطب الكلى (بالإنجليزية: Nephrology)‏.

### 200 لتر دم تمر بالكليتين كل يوم
مع كل دقة من دقات القلب يضخ الدم إلى الكليتين عن طريق الشريان الكلوي. وتقوم الكليتين بتنقية نحو 200 لتر من الدم في اليوم. ويمر في الكليتين جميع الدم الموجود في الجسم 300 مرة في اليوم الواحد. ويتوزع الدم في الكليتين على ملايين من الأوعية الدموية الشعرية التي تقوم بترشيحه.
وفي البدء ترشح الكليتان كمية كبيرة من الماء الموجود بالدم، وتعيد معظمها ثانيا إلى أوعية الجسم. ويتكون في القنوات الكلوية ما يسمى البول الأولي. ويتكون بهذه الطريقة نحو 180 لتر من البول الأولي في اليوم.
ويترشح الماء بما فيه من مواد النفايات الذائبة خلال شعيرات الكلية من الدم. أما خلايا الدم الحمراء وكرات الدم البيضاء والصفائح الدموية فهي لا تنفذ من الأوعية الدموية الشعرية مع الماء وتبقى في الدم.

### الجسم يحصل على احتياجاته
يظل ترشيح البول الأولي في قنوات الكليتين، وبحسب الاحتياج تعيد الكليتان الماء والأملاح المعدنية مثل الصوديوم والبوتاسيوم إلى الجسم. أي أن الجسم يستعيد أخذ ما يحتاجه منها وتساعده الكليتان على ذلك. أما المواد المستهلكة الذائبة الزائدة والتي تعتبر سموما للجسم، مثل حمض البولينا فهي تتجمع مع الماء الزائد في حويضي الكليتين، ومنهما إلى المثانة عن طريق قناتين بوليتين. وبذلك يتكون خلال اليوم نحو 5و1 لتر من البول. ويتلون البول بلونه المميز لاحتوائه على تلك المواد المستهلكة الذائبة فيه.

### الرجال والنساء
لدى المرأة بطبيعة الحال تكون قناة التبول قصيرة. وهذا يسهل على الميكروبات الوصول إلى المثانة والتسبب في التهابها. ولكن الرجال فلهم مشكلة أخرى وهي أن قناة التبول تمر في بدايتها من وسط غدة البروستاتا. ومع التقدم في العمر يتسبب التضخم الطبيعي للبروستاتا - وهو يحدث للرجال فوق سن 50 سنة طبيعيا - في أن يكون التخلص من البول بطيئا، ويتسبب تضخم البروستاتا في كثرة التردد إلى المرحاض، وأحيانا يكون لها مشكلات أخرى.

### آلام الكلية
هناك نوعان من آلام الكلية:الألم الكلوي والمغص الكلوي.
يبدأ المغص الكلوي بانقباض العضلات في حوض الكلية في محاولة لدفع البول خلال الانسداد في المجرى.
أما الألم الكلوي فهو أخف من المغص فهو لازدياد الضغط داخل حوض الكلية وملء حوض الكلية بالبول فيجعله مثل البالون ينتج ضغط على كبسولة الكلية الخارجية مسببا الألم.

## وظيفة الكلى
تفرز الكلى مجموعة متنوعة من الفضلات التي تنتج عن التمثيل الغذائي. الوحدة الهيكلية والوظيفية المجهرية للكلية هي النيفرون. يُعَالج الدم الداخل إلى الكلية في الوحدات النيفرونية ويحدث له عملية ترشيح وإعادة الامتصاص وإفراز للفضلات ؛ والمُحصلة النهائية لتلك العملية هو إنتاج البول . تشمل المواد التي يتم طردها، اليوريا ناتج استقلاب البروتينات، و حمض البول ناتج استقلاب البورين .تتم عملية الترشح في الأنابيب الكلوية التي لها العديد من الخصائص تساعدها على القيام بوظيفتها منها ضيق الأنبوب، ونفاذية الماء والأيونات في الجزء النازل، وعدم نفاذية الماء في الجزء الصاعد، ونقل الأيونات عن طريق النقل النشط من معظم الجزء الصاعد. بالإضافة إلى ذلك، يعد التبادل السلبي للتيار المعاكس بواسطة الأوعية التي تحمل إمداد الدم إلى النيفرون ضروريًا لتمكين هذه الوظيفة.
تشارك الكلية في استتباب الجسم بالكامل، وتنظيم التوازن الحمضي القاعدي، وتركيزات الكهرل، وحجم السوائل خارج الخلية، وضغط الدم . تنجز الكلى هذه الوظائف المتوازنة بشكل مستقل وبالتنسيق مع الأعضاء الأخرى، لا سيما أجهزة الغدد الصماء . تعمل هرمونات الغدد الصماء المختلفة على تنسيق وظائف الغدد الصماء ؛ وتشمل هرمون الرينين، أنجيوتنسين 2 ، الألدوستيرون، الهرمون المضاد لإدرار البول، والببتيد الأذيني المدر للصوديوم.

### الترشيح
يحدث ترشيح الدم في الكلية وهي العملية التي يمر من خلالها الدم عبر الشعيرات الدقيقة في محفظة بومان ويخضع لضغط هيدروستاتيكي عالي يدفع بالجزيئات ذات
الوزن الجزيء الصغير إلى الأنبوب الكلوي لكن تبقى الجزيئات الكبيرة مثل بروتينات البلازما والخلايا الدموية والمناعية لايمكنها العبور بسبب حجما الكبير، وهكذا يتم ترشيخ حوالي 180 لترًا من الدم يوميًا، يُعاد امتصاص 178 لتر ويخرج اللترين المتبقيين على هيئة بول. خلال 24 ساعة متوسط ما تنتجه الكلية من بول هو 2 لتر وتختلف القيمة تبعًا لاختلاف الحالة الصحية للكلية والطقس المحيط وكمية ما يشربه الإنسان من ماء. تُعرف العملية أيضًا بالترشيح الهيدروستاتيكي بسبب الضغط الهيدروستاتيكي الذي يُمارس على جدران الشعيرات الدموية.

### الإمتصاص
إعادة الامتصاص هو نقل الجزيئات والماء المُرشح من الأنبوب الكلوي وإعادته إلى الشعيرات الدموية المتواجدة حول الأنبوب الكلوي. يتم ذلك عن طريق مستقبلات انتقائية على غشاء الخلايا. يتم إعادة امتصاص 55٪ من الماء في الأنابيب القريبة. يُعاد امتصاص الجلوكوز عند مستويات البلازما الطبيعية في النبيبات القريبة. عند مستوى 350 مجم / ديسيلتر من الجلوكوز في الدم تتشبع الناقلات بالكامل وتصبح غير قادرة على إعادة إمتصاص المزيد من الجلوكوز وبالتالي تفقده عبر البول. في الحيقية تبدأ الكلية بفقدان الجلوكوز عبر البول مبكرًا عندما تزيد مستويات الجلوكوز عن ضعفي المستوى الطبيعي أي عندما يزيد مستوى الجلوكوز في الدم عن 180مجم/ديسيلتر.
ومثله الأحماض الأمينية يتم إعادة امتصاصها بواسطة ناقلات تعتمد على الصوديوم في النُبيبات القريبة.

### الاخراج
الخطوة الأخيرة في معالجة الترشيح هي الإخراج : يخرج الترشيح من النيفرون وينتقل عبر أنبوب يسمى قناة التجميع، ثم إلى الحالب ومنه إلى المثانة. بالإضافة إلى نقل الترشيح، تشارك قناة التجميع أيضًا في إعادة الامتصاص.

### إفراز الهرمونات
تفرز الكلى مجموعة متنوعة من الهرمونات، بما في ذلك الإريثروبويتين، والكالسيتريول، والرينين . يتم إطلاق الإرثروبويتين استجابة لنقص الأكسجة (انخفاض مستويات الأكسجين في النسيج الكلوي). يُحَفز هرمون الإرثروبويتين تكون الكريات الحُمر في نُخَاع العظام لتحمل المزيد من الأكسجين للأنسجة ومنها الكلية . يعزز الكالسيتريول_ وهو الشَكل النشط لفيتامين د _امتصاص الكالسيوم من الأمعاء وإعادة امتصاص الفوسفات من الكلية . تُفرز الكلية أيضًا الرينين هو إنزيم يُنظم مستويات الأنجيوتنسين والألدوستيرون الذان يلعبان دورًا كبيرًا في تنظيم ضغط الدم.

### تنظيم ضغط الدم
يُعتبر الرينين الذي تفرزه الكلية استجابة لانخفاض ضغط الدم في الشعيرات الدموية الكلوية_هو المركب الأول في سلسلة من الرُسل الكيميائية المهمة التي تُكَون مجتمعه نظام الرينين-الأنجيوتنسين. يعمل هرموني الأنجيوتنسين2، والألدوستيرون كلاهما من خلال آليات متعددة، لكن كلاهما يزيدان من امتصاص الكلى لكلوريد الصوديوم، وبالتالي رفع حجم الدم ومنه رفع ضغط الدم. عندما ترتفع مستويات الرينين، تزداد تركيزات أنجيوتنسين 2 والألدوستيرون، مما يؤدي إلى زيادة إعادة امتصاص كلوريد الصوديوم، وتوسيع حجرة السائل خارج الخلية، وزيادة ضغط الدم. على العكس من ذلك، عندما تكون مستويات الرينين منخفضة، تنخفض مستويات أنجيوتنسين 2 والألدوستيرون، مما يؤدي إلى انخفاض ضغط الدم.

### تنظيم الأسمولية
تساعد الكلى في الحفاظ على مستوى الماء والأملاح في الجسم. يتم الكشف عن أي ارتفاع في الأسمولية البلازمية بواسطة منطقة ما تحت المهاد، والتي تتصل مباشرة بالغدة النخامية الخلفية . يحفز الزيادة في الأسمولية الغدة النخامية على إفراز هرمون المضاد لإدرار البول (ADH) ، مما يؤدي إلى زيادة امتصاص الماء عن طريق الكلى وزيادة تركيز البول. يعمل هذان العاملان معًا لإعادة الأسمولية البلازمية إلى مستوياتها الطبيعية.

### قياس وظائف الكلية
تُستخدم حسابات وطرق مختلفة لمحاولة قياس وظائف الكلى. التصفية الكلوية هي حجم البلازما التي يتم إخراج المادة منها بالكامل من الدم لكل وحدة زمنية. جزء الترشيح هو كمية البلازما التي يتم ترشيحها من خلال الكلى. يمكن تحديد ذلك باستخدام المعادلة. الكلى هي عضو معقد للغاية وقد تم استخدام النمذجة الرياضية لفهم وظائف الكلى بشكل أفضل على عدة مستويات، بما في ذلك امتصاص السوائل وإفرازها.

### القصور الكلوي
قد تتعرض الكلى مثلها مثل أي عضو في جسم الإنسان إلى ضررٍ ما نتيجة عوامل عديدة، مما قد يضعف عملها إما بشكل حاد وسريع، أو بشكل تدريجي ومرورًا بمراحل تسبق الفشل الكلوي التام.
قد تكون العوامل عبارة عن التهابات في نسيج الكلى، أو بسبب الأمراض المزمنة التي تؤثر على الكلى أشهرها مرض السكري وارتفاع ضغط الدم. كما قد يكون هناك عوامل وراثية تؤثر على وظائف الكلى. من المهم الانتباه إلى أنّ كفاءة عمل الكلى تقل بشكل طبيعي وبنسبة قليلة مع التقدم في العمر.
يظهر الضعف الكلوي على شكل أعراض ناتجة عن عدم قدرة الكلى على إخراج المواد البولية بكمياتها الضارة للجسم، من ضمنها حمض البول ويوريا والكرياتينين. فبدلًا من إخراجها من الجسم يبقى جزء منها ويزداد تركيزها في الدم.
من الطرق المتبعة للتخفيف من تدهور الضعف الكلوي، هو اتباع نظام غذائي مناسب للتخفيف على الكلى، بحيث تنتج في الجسم تلك المواد الضارة بنسب أقل.
فمثلًا تنتج اليوريا من التمثيل الغذائي للبروتينات، وبالتخفيف من تناول البروتينات يتم تخفيف إنتاج اليوريا وبذلك يتم تخفيف الحمل على الكلى والضرر على الجسم. كما أن حمض البول تنتج من تفكيك البورين وهو من مواد أنوية الخلايا. ونظرًا لأن الجسم يستطيع تكوين تلك المواد العضوية، فهو لا يحتاج الحصول عليها من الغذاء. وتحتوي أحشاء الذبيحة (مثل الكلاوي والقوانص والكرشة والفشة) وكذلك الجلد على كميات كبيرة من البورين. كما يوجد البورين في بعض الخضروات، مثل خميرة الخبز وبعض البقوليات. ويتحول البورين الذي يحصل عليه الشخص من غذائه إلى حمض البول ويخرجها من جسمه مع البول.
ويكوّن الجسم الكرياتين من المواد البروتينية. وباتحاده مع عنصر الفوسفات يكونان فوسفات الكرياتين، وهذه المادة تمد العضلات والدماغ بالطاقة. وعند تفكك الكرياتين فوسفات يتكون الكرياتينين الذي يخرج كنفاية مع البول.

## دور البروتين
نظرا لتناول بروتينات كثيرة مع الغذاء تؤدي إلى إنتاج متزايد من تلك المواد الضارة التي على الكلى فصلها والتخلص منها، فيُنصح بتقليل كمية البروتينات في الغذاء عندما تبدأ الكليتان التخاذل في طرد تلك المواد الضارة. عند تخاذل ضعيف لعمل الكليتين ينصح بتناول معدل 8و0 جرام من البروتينات لكل كيلوجرام من الجسم. أي أن إذا كان وزن الشخص 70 كيلوجرام فيكون ما يتناوله من البروتينات لا يزيد عن 56 جرام في اليوم. هذا مع العلم بأن تلك الكمية هي التي تعد أيضًا صحية بالنسبة للناس العاديين.
ولكن تناول الناس للبروتينات يكون في العادة أكثر من ذلك بكثير. وينصح لتقليل تلك الكميات عن طريق زيادة ما يتناوله الشخص من الخضروات والفاكهة.
وعندما يتزايد تخاذل الكليتين فيكون معدل تناول المريض للبروتينات متناسبا مع معدل فشل الكليتين في أداء عملهما؛ ويجب في تلك الحالة اتباع نصائح الطبيب. وبحسب التقليل اللازم للبروتينات التي يأكلها المريض فيكون من اللازم أيضًا اختيار المأكولات البروتينية التي يتناولها الضرورية لصحة جسمه.
فالبروتينات تختلف فيما بينها من وجهة البنية وكمية ما تنتجه من أحماض أمينية يحتاجها الجسم. ومن الأطعمة التي ينصح بها الأطباء البطاطس المسلوقة وبيضة؛ مع تكملة الوجبة الغذائية بالخضروات والزيوت والفاكهة. وإذا وجب خفض أكثر حدة للبروتينات فيمكن تناول كربوهيدرات مثل الخبز والمعكرونة تكون خالية من جلوتين، فهي تحتوي على بروتين أقل.

## دور الأملاح المعدنية
تتخاذل الكليتان عن أداء وظيفتهما فتصبحان غير قادرتين على طرد الأملاح الزائدة من الجسم ويتسبب في ارتفاع ضغط الدم. وبالإضافة إلى ذلك فقد يؤدي تزايد الملح في الدم إلى تراكم الماء في أنسجة الجسم.
يجب على المريض بالكلى تقليل أملاح البوتاسيوم، حيث أن زيادتها تؤدي إلى مشاكل للقلب. يحتوي الموز والمشمش على كميات كبيرة من البوتاسيوم، ويحتوي الفراولة والتفاح على القليل منه. ومن الخضروات يحتوي الفلفل الرومي والجزر على كميات قليلة من أملاح البوتاسيوم، ويحتوي الإسفناخ والكرنب على الكثير منه، (ويمكن الاستعانة بجداول بتلك القيم).
مع تزايد الفشل الكلوي تزداد كمية الفوسفات في الدم. وقد يؤدي إلى ضعف العظام وترسيب الكالسيوم في أنسجة الجسم.
وتوجد أملاح الفوسفات في المشروبات الغازية، كما يوجد في بعض منتجات الألبان وخبز الطحين الكامل.
وعندما يلزم غسيل الكلى فتقوم تلك الطريقة بأداء عمل الكلى، عندئذ يمكن التغذية المعتادة، ولكن يجب على المريض التقليل من الشرب.
وبصفة عامة يجب التوفيق بين أنواع وكميات ما يأكله الشخص المريض بالكلى وبين ما بقي للكلى من كفاءة في التخلص من المواد الضارة مع البول. ويقوم الطبيب بتوجيه المريض إلى التغذية المناسبة له بناء على نتائج التحليلات المعملية.

## حصاة كلوية
أكثر أنواع حصوات الكلى حدوثا تكون من أوكسالات الكالسيوم وبعده في الترتيب يأتي حمض البول. يعزى تكون حصوة الكلى إلى زيادة في أكل اللحوم والبروتينات، وقلة أكل الخضروات والألياف، وقلة الحركة، وقلة المياه التي يشربها الشخص، وكثرة شرب الكحوليات. وشرب الماء بمعدل كبير يقي من تكون حصوة الكلى، كما أن الشرب الكثير قد يزيح منها ما يتكون صغيرا قبل نمائه وكبره ويخرجه مع البول. وتوجد في الصيدليات أنواع من الأعشاب يمكن غليها وشربها تمنع تكوّن الحصوات.
في حالة ضعف القلب وضعف الكلى تكون كمية الشرب محدودة ويحددها الطبيب. ولكن هذا المعدل المنخفض للشرب الماء يكون أهم لضعف القلب ولضعف الكلى عنه بالمقارنة بتكون الحصوة.
تعمل كثرة الشرب على عدم تركيز البول بالمواد الضارة والمواد التي قد تتكون منها حصوات. وعند تناول الكثير من اللحوم يتكوّن في الجسم الكثير من حمض البول. فتزداد حموضة البول مما يزيد من احتمال تكون حصوات أوكسلات الكالسيوم. ومن مرض مرة بحصوة الأوكسلات فعليه بعد ذلك الابتعاد عن أكل المواد الغذائية المحتوية على الأوكسال: مثل الإسفناخ والخبيزة، والبنجر، والبندق، والبقدونس والشاي.